# Acting pilot officer
Acting pilot officer (abrégé en A/Plt Off) est un grade d'officier junior dans la Royal Air Force (RAF) et dans les forces aériennes de nombreux pays ayant connu l'influence historique britannique. Il s'agit du grade juste en dessous de celui de Pilot officer.